# Anomocora irregularis
Espèce
Anomocora irregularis est une espèce fossile de coraux de la famille des Caryophylliidae.

## Systématique
Le nom valide complet (avec auteur) de ce taxon est Anomocora irregularis (Cairns, 1995).
L'espèce a été initialement classée dans le genre Asterosmilia sous le protonyme Asterosmilia irregularis Cairns, 1995,.
Anomocora irregularis a pour synonyme :
- Asterosmilia irregularis Cairns, 1995

### Étymologie
Son épithète spécifique, du latin in regularis, « qui ne respecte pas de règles », fait référence au nombre variable de secteurs septaux chez cette espèce.

### Publication originale
- (en) Stephen D. Cairns, « New records of azooxanthellae stony corals (Cnidaria: Scleractinia and Stylasteridae) from the Neogene of Panama and Costa Rica », Proceedings of The Biological Society of Washington, Washington (États-Unis), vol. 108, no 3,‎ 19 septembre 1995, p. 533-550 (ISSN 0006-324X, e-ISSN 1943-6327, lire en ligne, consulté le 9 mai 2025).